# Aldobrandini
Aldobrandini é uma família nobre italiana oriunda de Florença e com estreita relação com o Vaticano. Sua fortuna começou quando Ippolito Aldobrandini, depois de eleito papa Clemente VIII, arranjou um casamento que ligou os Aldobrandini com a família Pamphili. Além disso, eles também estavam ligados através de casamentos com os Farnese (Ranúcio I, duque de Parma casou-se com Margarida Aldobrandini) e Borghese (Olímpia Aldobrandini casou-se com Paolo Borghese).

## História
A família emprestou seu nome para o famoso Palazzo Aldobrandini, no Monte Quirinal de Roma. A família, tendo alcançado o auge de seus poderes na época de Clemente VIII (r. 1592–1605), começou a construção da villa. Em 1600, Clemente comprou o Orti Vitelli e, no ano seguinte, doou a propriedade para seu cardeal-sobrinho, Pietro Aldobrandini. Os antigos edifícios da família Vitelli foram demolidos e iniciou-se a construção de uma nova villa com seu jardim anexo. Ela jamais foi a sede da família, que era proprietária de outras residências ainda mais esplêndidas em Roma, e servia apenas para funções cerimoniais.
A mais famosa era a Villa Aldobrandini, em Frascati, conhecida também como Belvedere por sua charmosa localização dominando todo o vale que até Roma. Ela foi reconstruída por ordem do cardeal-sobrinho Pietro sobre um edifício anterior erigido pelo prelado do Vaticano Alessandro Rufini em 1550. A villa, alinhada com a catedral ao longo de sua avenida axial, que atravessa a cidade com o nome de Viale Catone, foi reconstruída em sua forma atual por Giacomo della Porta entre 1598 e 1602 e completada por Carlo Maderno e Giovanni Fontana. A villa ostenta uma poderosa fachada do século XVII e outras interessantes características arquiteturais e ambientais, como a ordem dupla da galeria na fachada dos fundos, as escadarias espirais, a grande êxedra do Teatro das Águas e o magnífico parque. No interior estão pinturas de artistas maneiristas e barrocos como os irmãos Zuccari (Taddeo e Federico), Cavalier D'Arpino e Domenichino. Do lado de fora está o portão monumental de Carlo Francesco Bizzaccheri (início do século XVIII).

### Membros notáveis

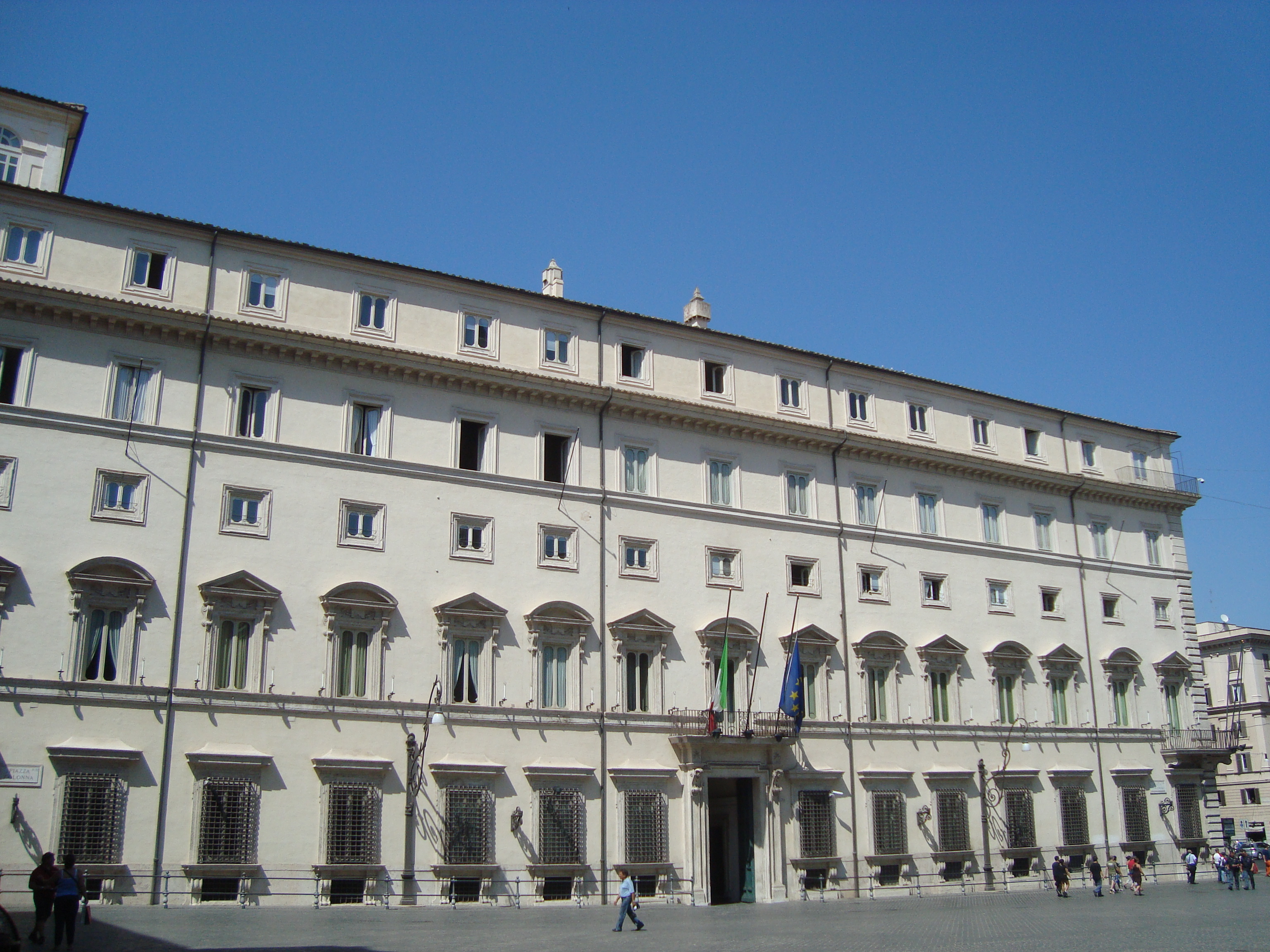
Palazzo Aldobrandini Chigi, na Piazza Colonna, no centro de Roma.

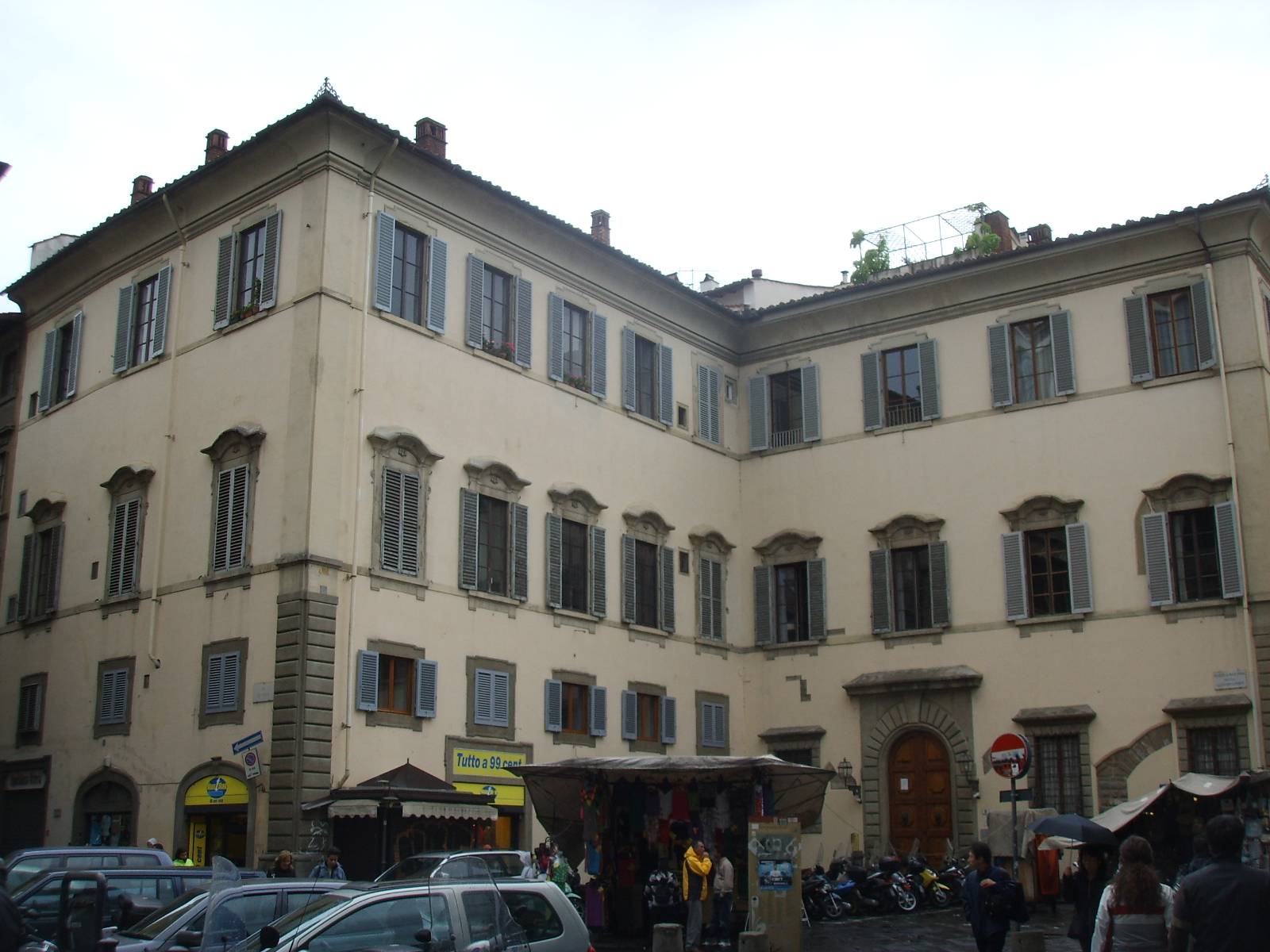
Palazzo Aldobrandini, em Florença.

Entre os membros mais importantes da família estão:
- Alessandro Aldobrandini (1667–1734), criado cardeal em 1730[1].
- Bonifazio Bevilacqua Aldobrandini.
- Ippolito Aldobrandini, eleito papa Clemente VIII.
- Cardeal Silvestro Aldobrandini.
- Cinzio Passeri Aldobrandini, cardeal-sobrinho de Clemente VIII, criado em 1593.
- Pietro Aldobrandini (1571-1621), cardeal-sobrinho Clement VIII criado em 1593[2].

## Família hoje
Os Doria, Pamphili, Landi e Aldobrandini foram se unindo através de casamentos e descenderam com o nome simplificado de Doria Pamphilj (extinto desde a morte da princesa Orietta Doria Pamphlij em 2000). O palácio da família Aldobrandini em suas coleções de obras de arte e mobiliário foram transformados na Galeria Doria Pamphilj, em Roma.
O nome da família ainda vive, porém, através de um ramo da família Borghese, descendente do casamento de Olímpia Aldobrandini com o príncipe Paolo Borghese no século XVII. Esta linhagem é descendente de Don Camillo Borghese, príncipe Aldobrandini (1816–1902), um dos principais membros da soi-disant (auto-proclamada) "Nobreza Negra", que, por sua vez, era o irmão mais novo do príncipe Borghese, que era o cabeça da família na época. A princesa Olimpia Anna Aldobrandini, que também é uma descendente não-lineal de Napoleão pelo lado de sua mãe, casou-se na família Rothschild.
A família principesca é atualmente representada pelo príncipe Camillo Aldobrandini (n. 1945), cujo herdeiro é Don Clemente Aldobrandini (n. 1982).